# Flüchtlingskonvention der Organisation für Afrikanische Einheit
Die Flüchtlingskonvention der Organisation für Afrikanische Einheit ist eine regional für Afrika geltende völkerrechtliche Konvention, die auf einer Konferenz der Organisation für Afrikanische Einheit, heute Afrikanische Union, zum Schutz von Flüchtlingen, am 10. September 1969 in Addis Abeba beschlossen wurde.
Sie lehnt sich an die Definition der Genfer Flüchtlingskonvention von 1951 an, erweitert sie aber aus den afrikanischen Erfahrungen mit Befreiungskriegen, Bürgerkriegen, Staatsstreichen, religiösen und ethnischen Konflikten sowie Naturkatastrophen in der Flüchtlingsdefinition. Artikel I, Absatz 2 lautet:
Sie lässt Wirtschaftsflüchtlinge außen vor, verzichtet aber auf das bei Massenfluchtbewegungen unpraktikable Erfordernis „begründeter Furcht vor Verfolgung“. Sie stellte hingegen auf individuelle Fluchtursachen ab, die für massenhafte Vertreibungen in Afrika mehr Bedeutung haben, wie externe Aggression, Besatzung, Fremdherrschaft und die allgemeine Störung der öffentlichen Ordnung durch gewaltsame Konflikte.
Zum Markenzeichen der Flüchtlingspolitik in Afrika wurden Flüchtlingslager. Dort leben 83 % aller registrierten Flüchtlinge. Die Soziologin Katharina Inhetveen beobachtete: „Den Gaststaaten fehlen [häufig] die Ressourcen, um der Verantwortung gerecht zu werden, die sie nach internationalem Recht haben.“ Registrierung, Verwaltung und Versorgung von Flüchtlingen erfolgt i. d. R. durch das UN-Flüchtlingshilfswerk UNHCR.